# Härmfink
Härmfink (Haemorhous cassinii) är en nordamerikansk fågel i familjen finkar inom ordningen tättingar. Tillsammans med likaledes amerikanska husfinken och purpurfinken ansågs den tidigare vara en del av rosenfinkarna i släktet Carpodacus, men genetiska studier visar att de står närmare grönfinkar, hämplingar och siskor.

## Kännetecken

### Utseende
Härmfinken är liksom sina två andra amerikanska släktingar husfinken och purpurfinken en rosenfinksliknande finkfågel med rödfärgad handräkt och brunstreckad hondräkt. Denna art liknar purpurfinken, men är något mer långstjärtad och har spetsigare näbb. Hanen har lysande röd hjässa som kontrasterar med resten av huvudet och tydligt streckad gråbrun rygg med skär anstrykning. Den har vidare tunna streck längst bak på flankerna, vilket purpurfinken saknar. Honan är jämfört med purpurfinkens hona gråare med mycket tydligare streckning, på undersidan på vitare botten. Kroppslängden är 14,5–16,5 cm.

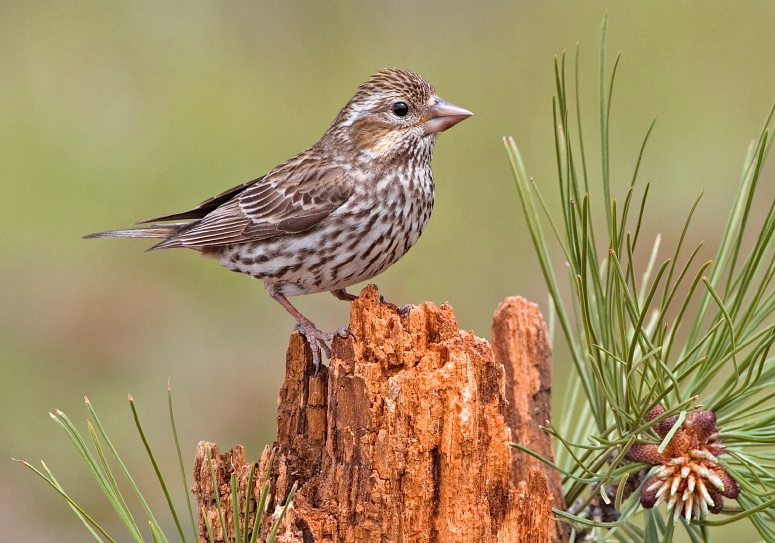
Hona härmfink.

### Läten
Både den snabba ljusa sången och lätet är likt purpurfinkens, men är torrare i tonen. I flykten hörs ett torrt "krdlii" eller "chidilip".

## Utbredning och systematik
Härmfinken förekommer året runt i bergstrakter från sydvästra Kanada och västra USA söderut till nordvästligaste Mexiko i norra Baja California. Vintertid ses den även söderut till centrala Mexiko (Coahuila till Michoacán). Den behandlas som monotypisk, det vill säga att den inte delas in i några underarter.

### Släktestillhörighet
Tidigare betraktades härmfink tillsammans med sina närmaste släktingar husfink och purpurfink vara en del av rosenfinkssläktet Carpodacus och kallades då följaktligen rosenfinkar även på svenska. DNA-studier visar dock att dessa tre står närmare finkar och siskor i släkten som Carduelis, Spinus och Serinus än rosenfinkarna, och har därför flyttats till ett eget släkte, Haemorhous.

## Levnadssätt
Härmfinken hittas i öppna och torra tallskogar. Den ses vanligen i småflockar på jakt efter frön, frukt och vissa insekter. Fågeln häckar mellan april och juli och lägger endast en kull.

## Status
Internationella naturvårdsunionen IUCN kategoriserade tidigare arten som nära hotad baserat på uppgifter att härmfinken minskade relativt kraftigt i antal. Ny data visar att beståndet verkar ha stabiliserats, varför den numera förs till den lägsta hotnivån, livskraftig.

## Namn
Fågelns vetenskapliga artnamn hedrar den amerikanske ornitologen John Cassin (1813-1869). Tidigare kallades den cassinfink även på svenska, men justerades 2023 till ett mer informativt namn av BirdLife Sveriges taxonomikommitté.